# 中华人民共和国资源税法
《中华人民共和国资源税法》是一部中华人民共和国法律，该法律于2019年8月26日在第十三届全国人民代表大会常务委员会通过，并于2020年9月1日起施行。

## 立法缘由
《中华人民共和国资源税法》的第一条是“在中华人民共和国领域和中华人民共和国管辖的其他海域开发应税资源的单位和个人，为资源税的纳税人，应当依照本法规定缴纳资源税。”

## 实施
《中华人民共和国资源税法》的最后一条是“本法自2020年9月1日起施行。1993年12月25日国务院发布的《中华人民共和国资源税暂行条例》同时废止。”